# Seelisberg
Seelisberg est une commune suisse du canton d'Uri.

## Géographie

Vue aérienne par Walter Mittelholzer (1932).

Selon l'Office fédéral de la statistique, Seelisberg mesure 13,34 km2.

## Histoire
Du 30 juillet au 5 août 1947 eut lieu à Seelisberg une conférence internationale pour étudier les causes de l'antisémitisme.
De 1972 à 1990, un ancien grand hôtel de Seelisberg était le quartier général du mouvement de Méditation transcendantale de Maharishi Mahesh Yogi ainsi que la résidence principale de ce dernier. Depuis 1987, il est devenu le premier centre de santé ayurvédique de suisse.

## Démographie
Selon l'Office fédéral de la statistique, Seelisberg compte 631 habitants en 2008. Sa densité de population atteint 47 hab./km2.
Le graphique suivant résume l'évolution de la population de Seelisberg entre 1850 et 2008 :

## Monuments
- La prairie du Grütli